# Ліллі (Луїзіана)
Ліллі (англ. Lillie) — селище (англ. village) в США, в окрузі Юніон штату Луїзіана. Населення — 111 особа (2020).

## Географія
Ліллі розташоване за координатами 32°55′12″ пн. ш. 92°39′40″ зх. д. / 32.92000° пн. ш. 92.66111° зх. д. (32.920089, -92.660995).  За даними Бюро перепису населення США в 2010 році селище мало площу 5,02 км², з яких 5,00 км² — суходіл та 0,03 км² — водойми.

## Демографія
Згідно з переписом 2010 року, у селищі мешкало 118 осіб у 43 домогосподарствах у складі 39 родин. Густота населення становила 23 особи/км².  Було 55 помешкань (11/км²).
Расовий склад населення:
| - 57,6 % — білих - 40,7 % — чорних або афроамериканців |

До двох чи більше рас належало 1,7 %. Частка іспаномовних становила 0,8 % від усіх жителів.
За віковим діапазоном населення розподілялося таким чином: 16,9 % — особи молодші 18 років, 66,2 % — особи у віці 18—64 років, 16,9 % — особи у віці 65 років та старші. Медіана віку мешканця становила 47,0 року. На 100 осіб жіночої статі у селищі припадало 93,4 чоловіків;  на 100 жінок у віці від 18 років та старших — 92,2 чоловіків також старших 18 років.
Середній дохід на одне домашнє господарство  становив 52 970 доларів США (медіана — 40 000), а середній дохід на одну сім'ю — 63 855 доларів (медіана — 78 750). За межею бідності перебувало 5,5 % осіб, у тому числі 4,8 % дітей у віці до 18 років та 2,6 % осіб у віці 65 років та старших.
Цивільне працевлаштоване населення становило 57 осіб. Основні галузі зайнятості: освіта, охорона здоров'я та соціальна допомога — 35,1 %, будівництво — 33,3 %, сільське господарство, лісництво, риболовля — 14,0 %, роздрібна торгівля — 5,3 %.